# 丙酸钠
丙酸钠，化学式C₂H₅COONa。

## 性质
白色透明有特异臭气的颗粒或结晶，在湿空气中潮解。易溶于水，微溶于醇。

## 制备
由丙酸与碳酸钠反应而得。
{\displaystyle \ 2CH_{3}CH_{2}COOH+Na_{2}CO_{3}\rightarrow 2CH_{3}CH_{2}COONa+H_{2}O+CO_{2}\uparrow }

## 用途
用作食品和饮料防腐剂。